# Omnibus (émission de télévision)
Pour les articles homonymes, voir Omnibus (homonymie).
Omnibus est une émission éducative américaine sponsorisée par la Fondation Ford.

## Histoire
Omnibus est créée par la Fondation Ford dans le but d'améliorer le niveau d'éducation du jeune public américain. L'émission est conçue par James Webb Young qui embauche Robert Saudek comme producteur. Selon Robert Saudek, Omnibus pouvait « élever le niveau de goût des Américains » avec des divertissements éducatifs,,.
L'émission est diffusée en direct, au début les dimanches après-midis à 16 h, entre le 9 novembre 1952 et le 16 avril 1961. Omnibus est d'abord diffusée sur CBS, puis en début de soirée le dimanche sur ABC. L'émission n'a jamais pu être viable commercialement, et les sources de financement ont diminuées après l'arrêt du sponsor par la Fondation Ford en 1957. Cette année-même, l'émission est transférée sur NBC, où elle est régulièrement programmée jusqu'en 1961. Les audiences de la première saison d'Omnibus sont de 4 millions de téléspectateurs, avant de légèrement augmenter jusqu'à atteindre un pic de 5,7 millions en 1957. En 1981, ABC diffuse une brève résurrection de l'émission.
L'émission remporte plus de soixante-cinq récompenses dont huit Emmy Awards sur treize nominations et deux Peabody Awards,. L'émission est sauvegardée à la Bibliothèque du Congrès parmi d'autres archives nationales. Les émissions dans lesquelles est intervenu Leonard Bernstein sont sorties en DVD en 2010.

## Programmation
L'émission, présentée par Alistair Cooke au début de son aventure télévisuelle, présente divers programmes à propos des sciences, de l'art et de l'humanité. L'émission est composée des travaux de William Saroyan, d’interviews, et de performances d'artistes renommés d'alors tels que Jack Benny et Orson Welles. Une version fortement raccourcie du Roi Lear de William Shakespeare avec Orson Welles et réalisée par Peter Brook est diffusée le 18 octobre 1953 pendant Omnibus. Leonard Bernstein et Jonathan Winters ont tous deux réalisés leurs premiers pas à la télévision dans Omnibus.